# 영국 해군 본부

영국 정부 영국의 왕실 문장

영국 해군 본부 또는 해군성(Admiralty)은 1964년까지 영국 왕립 해군의 지휘를 책임지는 영국 정부의 부처였으며, 역사적으로 최고 국가 장교 중 한 명인 로드하이어드마이럴(Lord High Admiral)의 직함을 받았다. 18세기 초부터 폐지될 때까지 역사의 대부분 동안, 제독의 역할은 거의 항상 "위임"되었고 해군성 이사회에 참석한 해군성 위원이 행사했다. 한 사람보다. 해군성은 국방부와 해군부(나중에 해군 사령부)를 창설한 개혁의 일환으로 1964년에 해군성위원회로 대체되었다.
1707년 연합법 이전에는 해군성 및 해병국이 잉글랜드 왕립 해군을 관리했으며, 이 해군은 스코틀랜드 왕립 해군과 합병된 후 통일과 함께 스코틀랜드 왕국 최고 제독의 책임을 흡수했다. 해군성은 영국 정부의 가장 중요한 부처 중 하나였다. 17세기 영국 해외 소유, 18세기 대영제국 및 그 이후 영국의 해외 영토 확장 및 유지에 대한 영국 해군의 역할 때문이었다.
1964년에 해군성의 기능이 이관된 현대 해군위원회는 영국 삼군 국방위원회의 위원회이다. 이 해군 위원회는 1년에 두 번만 열리며, 영국 해군의 일상적인 운영은 해군 위원회(역사적인 해군 위원회와 혼동하지 마십시오)에 의해 통제된다. 현재 영국 해군을 책임지고 있는 여러 기관을 간단히 '해군부'라고 부르는 것이 일반적이다.
영국 제독의 직위는 1964년부터 2011년까지 군주에게 부여되었다. 이 직함은 엘리자베스 2세 여왕이 90세 생일에 에든버러 공작 필립 왕자에게 수여했으며, 2021년 사망 이후 군주에게 복귀되었다. 또한 영국 중장과 영국 해군 소장이 명예직으로 남아있다.